# Давид II (царь Ташир-Дзорагета)
Давид II (? — 1145 год) — 4-й царь Ташир-Дзорагетского царства (1089—1118).

## Биография
Происходил из династии Кюрикидов, был старшим сыном царя Кюрике II. После смерти отца в 1089 году разделил Ташир-Дзорагетское царство со младшим братом Абасом I, совместно с которым пытался организовать оборону против сельджуков.
В течение 1097—1111 годов потерпел от сельджуков ряд тяжелых поражений, из-за чего был вынужден был перенести столицу из Лори в Мацнаберд. Ослаблением Ташир-Дзорагетского царства воспользовался грузинский царь Давид IV Строитель, в 1110 году захвативший область Самшвилде. Через несколько лет практически все царство оказалось под властью Грузии, в результате у Давида II осталось небольшое владение вокруг Мацнаберды.
Он оставил себе титул царя, хотя фактически находился в статусе князя, зависимого от Грузии; скончался в 1145 году. Его наследником стал его сын Кюрике.